# Maire de Québec
Le maire de Québec est le chef de l'exécutif de la ville de Québec. Il est membre du conseil municipal de Québec et exerce les fonctions de président du comité exécutif et de la Communauté métropolitaine de Québec. En poste depuis le 14 novembre 2021, Bruno Marchand est le titulaire actuel du poste.

## Sélection et qualifications
Le maire de Québec est élu par l'électorat du territoire de la ville. Il ne peut être conseiller municipal en même temps que maire. L'élection du maire se déroule en même temps que l'élection du conseil municipal, sur un bulletin séparé.

## Liste des maires de Québec

### Liste des maires avant 1832
Sous le régime français, les syndics d'habitation sont créés en 1647. Au cours de l'histoire, ce représentant a porté les titres de syndic, de procureur-syndic, de « commis général de la Communauté des habitants » ou bien de maire. La fonction est suspendue de 1661 à 1663, puis de nouveau en 1665. Elle est supprimée en 1673, laissant la gestion aux trois échevins. Toute représentation est interdite en 1677. Après la bataille des plaines d'Abraham, dans les dernières heures du régime français, François Daine, le lieutenant de la Prévôté de Québec, s'intitule « maire de Québec » avant de quitter la ville quelques jours plus tard.
| Nom                        | Du                | Au                | Durée    | Titre  |
| -------------------------- | ----------------- | ----------------- | -------- | ------ |
| Jean Bourdon               | 21 juillet 1647   |                   |          | syndic |
| Jean-Baptiste Legardeur    | 10 octobre 1663   | 14 novembre 1663  | 35 jours | maire  |
| Claude Charron de La Barre | 3 août 1664       | 19 septembre 1664 | 47 jours | syndic |
| Jean Lemire                | 19 septembre 1664 | 1665              |          | syndic |
| Jean Lemire                | 1667              | 1672              |          | syndic |
| François Daine             | 1759              | 18 septembre 1759 |          | maire  |

### Liste des maires depuis 1832
Grâce à l'Acte pour incorporer la Cité de Québec (1832) adopté par le Parlement du Bas-Canada, la ville de Québec devient une entité légale sous le nom de « Corporation de la Cité de Québec ». Elzéar Bédard devient le premier maire de la ville. Cependant, la corporation avait une existence provisoire limitée à quelques années, venant à expiration le 1er mai 1836. Il faut attendre 1840 avant qu'un nouveau maire soit choisi Le nom de la corporation municipale est changée pour « Le maire et les conseillers de la Cité de Québec » en 1845, « Le maire, les échevins et les conseillers de la Cité de Québec » en 1865, « La cité de Québec » en 1929, puis pour « Ville de Québec » en 1965.
En 1840 et jusqu'au 1er décembre 1842, les édiles municipaux ne sont pas élus mais plutôt nommés par l'administration coloniale. Joseph Morrin est le premier maire élu directement par les citoyens depuis 1759 et donc le premier sous le régime britannique, bien que, à cette élection de 1857, il ait été « élu » sans opposition. De 1842 à 1857, c'est le conseil municipal qui désigne le maire parmi ses membres. Le maire est élu par suffrage auprès de la population à partir de 1857, sauf entre 1870 et 1908 où c'est le conseil municipal qui le désigne.
Le plus long mandat à la mairie de Québec est celui de Jean-Paul L'Allier, entre 1989 et 2005 (16 ans).
| Nom | Nom                             | Nom                            | Du                | Au                | Durée                                                                           | Parti                                                      |
| --- | ------------------------------- | ------------------------------ | ----------------- | ----------------- | ------------------------------------------------------------------------------- | ---------------------------------------------------------- |
| 1er | Elzéar Bédard                   |                                | 1er mai 1833      | 31 mars 1834      | 10 mois et 30 jours                                                             | Indépendant                                                |
| 2e  | René-Édouard Caron              |                                | 31 mars 1834      | 9 avril 1836      | 2 ans et 9 jours (1er mandat), 5 ans, 5 mois et 25 jours (2e mandat)            | Indépendant                                                |
| 2e  | René-Édouard Caron              | Aucun maire entre 1836 et 1840 |                   |                   | 2 ans et 9 jours (1er mandat), 5 ans, 5 mois et 25 jours (2e mandat)            | Indépendant                                                |
| 2e  | René-Édouard Caron              | 15 août 1840                   | 9 février 1846    |                   | 2 ans et 9 jours (1er mandat), 5 ans, 5 mois et 25 jours (2e mandat)            | Indépendant                                                |
| 3e  | George Okill Stuart             |                                | 9 février 1846    | 11 février 1850   | 4 ans et 2 jours                                                                | Indépendant                                                |
| 4e  | Narcisse-Fortunat Belleau       |                                | 11 février 1850   | 4 février 1853    | 2 ans, 11 mois et 24 jours                                                      | Indépendant                                                |
| 5e  | Ulric-Joseph Tessier            |                                | 14 février 1853   | 13 février 1854   | 11 mois et 30 jours                                                             | Indépendant                                                |
| 6e  | Charles Joseph Alleyn           |                                | 13 février 1854   | 12 février 1855   | 11 mois et 30 jours                                                             | Indépendant                                                |
| 7e  | Joseph Morrin                   |                                | 12 février 1855   | 22 janvier 1856   | 11 mois et 10 jours (1er mandat), 11 mois et 30 jours (2e mandat)               | Indépendant                                                |
| 7e  | Joseph Morrin                   | 19 janvier 1857                | 18 janvier 1858   |                   | 11 mois et 10 jours (1er mandat), 11 mois et 30 jours (2e mandat)               | Indépendant                                                |
| 8e  | Olivier Robitaille              |                                | 22 janvier 1856   | 19 janvier 1857   | 11 mois et 28 jours                                                             | Indépendant                                                |
| 9e  | Hector-Louis Langevin           |                                | 19 janvier 1858   | 22 janvier 1861   | 3 ans et 3 jours                                                                | Indépendant                                                |
| 10e | Thomas Pope                     |                                | 22 janvier 1861   | 29 juin 1863      | 2 ans, 5 mois et 7 jours                                                        | Indépendant                                                |
| 11e | Adolphe Guillet dit Tourangeau  |                                | 3 juillet 1863    | 12 janvier 1866   | 2 ans, 6 mois et 9 jours (1er mandat), 3 mois et 22 jours (2e mandat)           | Indépendant                                                |
| 11e | Adolphe Guillet dit Tourangeau  | 10 janvier 1870                | 2 mai 1870        |                   | 2 ans, 6 mois et 9 jours (1er mandat), 3 mois et 22 jours (2e mandat)           | Indépendant                                                |
| 12e | Joseph-Édouard Cauchon          |                                | 12 janvier 1866   | 10 janvier 1868   | 1 an, 11 mois et 29 jours                                                       | Indépendant                                                |
| 13e | John Lemesurier                 |                                | 10 janvier 1868   | 12 novembre 1869  | 1 an, 10 mois et 2 jours                                                        | Indépendant                                                |
| 14e | William Hossak                  |                                | 12 novembre 1869  | 7 janvier 1870    | 1 mois et 26 jours                                                              | Indépendant                                                |
| 15e | Pierre Garneau                  |                                | 2 mai 1870        | 4 mai 1874        | 4 ans et 2 jours                                                                | Indépendant                                                |
| 16e | Owen Murphy                     |                                | 4 mai 1874        | 6 mai 1878        | 4 ans et 2 jours                                                                | Indépendant                                                |
| 17e | Robert Chambers                 |                                | 6 mai 1878        | 3 mai 1880        | 1 an, 11 mois et 27 jours                                                       | Indépendant                                                |
| 18e | Jean-Docile Brousseau           |                                | 3 mai 1880        | 1er mai 1882      | 1 an, 11 mois et 28 jours                                                       | Indépendant                                                |
| 19e | François Langelier              |                                | 1er mai 1882      | 1er mars 1890     | 7 ans et 10 mois                                                                | Indépendant                                                |
| 20e | Jules-Joseph-Taschereau Frémont |                                | 1er mars 1890     | 2 avril 1894      | 4 ans, 1 mois et 1 jour                                                         | Indépendant                                                |
| 21e | Simon-Napoléon Parent           |                                | 2 avril 1894      | 12 janvier 1906   | 11 ans, 9 mois et 10 jours                                                      | Indépendant                                                |
| 22e | Georges Tanguay                 |                                | 12 janvier 1906   | 1er mars 1906     | 1 mois et 17 jours                                                              | Indépendant                                                |
| 23e | Jean-Georges Garneau            |                                | 1er mars 1906     | 1er mars 1910     | 4 ans                                                                           | Indépendant                                                |
| 24e | Olivier-Napoléon Drouin         |                                | 1er mars 1910     | 1er mars 1916     | 6 ans                                                                           | Indépendant                                                |
| 25e | Henri-Edgar Lavigueur           |                                | 1er mars 1916     | 20 février 1920   | 3 ans, 11 mois et 19 jours (1er mandat), 3 ans, 11 mois et 24 jours (2e mandat) | Indépendant                                                |
| 25e | Henri-Edgar Lavigueur           | 26 février 1930                | 19 février 1934   |                   | 3 ans, 11 mois et 19 jours (1er mandat), 3 ans, 11 mois et 24 jours (2e mandat) | Indépendant                                                |
| 26e | Joseph-Octave Samson            |                                | 1er mars 1920     | 1er mars 1926     | 6 ans                                                                           | Indépendant                                                |
| 27e | Valmont Martin                  |                                | 1er mars 1926     | 7 décembre 1927   | 1 an, 9 mois et 6 jours                                                         | Indépendant                                                |
| 28e | Télesphore Simard               |                                | 6 décembre 1927   | 1er mars 1928     | 2 mois et 24 jours                                                              | Indépendant                                                |
| 29e | Oscar Auger                     |                                | 1er mars 1928     | 17 février 1930   | 1 an, 11 mois et 16 jours                                                       | Indépendant                                                |
| 30e | Joseph-Ernest Grégoire          |                                | 1er mars 1934     | 21 février 1938   | 3 ans, 11 mois et 20 jours                                                      | Indépendant                                                |
| 31e | Lucien Borne                    |                                | 1er mars 1938     | 17 novembre 1953  | 15 ans, 8 mois et 16 jours                                                      | Indépendant                                                |
| 32e | Wilfrid Hamel                   |                                | 15 décembre 1953  | 1er décembre 1965 | 11 ans, 11 mois et 16 jours                                                     | Indépendant                                                |
| 33e | Gilles Lamontagne               |                                | 1er décembre 1965 | 13 novembre 1977  | 11 ans, 11 mois et 12 jours                                                     | Progrès civique                                            |
| 34e | Jean Pelletier                  |                                | 1er décembre 1977 | 5 novembre 1989   | 11 ans, 11 mois et 4 jours                                                      | Progrès civique                                            |
| 35e | Jean-Paul L'Allier              |                                | 5 novembre 1989   | 19 novembre 2005  | 16 ans et 14 jours                                                              | Rassemblement populaire puis Renouveau municipal de Québec |
| 36e | Andrée P. Boucher               |                                | 19 novembre 2005  | 24 août 2007      | 1 an, 9 mois et 5 jours                                                         | Indépendant                                                |
| 37e | Régis Labeaume                  |                                | 8 décembre 2007   | 14 novembre 2021  | 13 ans, 11 mois et 6 jours                                                      | Équipe Labeaume                                            |
| 38e | Bruno Marchand                  |                                | 14 novembre 2021  | En cours          | 3 ans, 8 mois et 9 jours                                                        | Québec forte et fière                                      |

## Postérité et hommages
Plusieurs hommages sont présents dans la ville de Québec envers les maires dans l'histoire de la ville.
- Elzéar Bédard : une rue, présente depuis 1996.
- René-Édouard Caron : une rue, présente depuis environ 1842.
- George Okill Stuart : une rue, présente depuis 1984.
- Narcisse-Fortunat Belleau : une rue, présente depuis 2006.
- Ulric-Joseph Tessier : une rue a été présente entre 1896 et 1911. Elle a été renommée rue du Cardinal-Taschereau en 1911.
- Charles Joseph Alleyn : une rue, présente depuis 1896.
- Joseph Morrin : Le Morrin Centre a été nommée en son honneur.
- Olivier Robitaille : une rue, présente depuis 1986.
- Thomas Pope : une rue, présente depuis 2006.
- Adolphe Guillet dit Tourangeau : une rue, présente depuis 1906.
- Joseph-Édouard Cauchon : une rue, présente depuis 1986.
- François Langelier : un boulevard présent depuis 1890.
- Jules-Joseph-Taschereau Frémont : la rue Frémont fut nommée en son honneur à la fin du xixe siècle jusqu'en 1904. La rue fut renommée Aberdeen en 1904.
- Simon-Napoléon Parent : une avenue, présente depuis 1897.
- Jean-Georges Garneau : le boulevard Benoit-XV était nommée boulevard Garneau, en son honneur, avant 1917. Une avenue, présente depuis 1969.
- Olivier-Napoléon Drouin : un pont, présent depuis 1917.
- Heni-Edgard Lavigueur : une rue, présente depuis 1914. un escalier, présent depuis 1986. un pont, présent depuis 1916 sous ce nom.
- Joseph-Octave Samson : un pont, présent depuis longtemps. Maintenant un pont-tunnel, présent depuis 1984.
- Valmont Martin : une avenue, présente depuis 1959.
- Lucien Borne : une rue, présente depuis 1955, un centre communautaire et un parc entre 1991 et 2023. Le parc a été renommé Karim-Ouellet en 2023.
- Wilfrid Hamel : un boulevard, présent depuis 1943.
- Gilles Lamontagne : un parc, présent depuis 2017. Le parc de la jeunesse a été renommé en son honneur.
- Jean Pelletier : une place devant la Gare du Palais, présente depuis 1998. La place a été renommée en son honneur en 2014.
- Jean-Paul L'Allier : le jardin Jean-Paul-L'Allier a été nommée en son honneur en 2017.
- Andrée P. Boucher : l'édifice de l'arrondissement de Sainte-Foy–Sillery–Cap-Rouge porte son nom, soit l'édifice Andrée-P.-Boucher depuis 2008.